# تيتانيك (فلم 1953)
تيتانيك (بالإنجليزية: Titanic) هو فيلم دراما تم إنتاجه في الولايات المتحدة وصدر في سنة 1953. وهو من إخراج جان نيغلسكو.

## بطولة
- باربارا ستانويك
- ثيلما ريتر

## الميزانية والإيرادات
بلغت تكلفة إنتاج الفيلم حوالي 1,805,000 دولار بينما حقق أرباحا تقدر بـ 2,250,000 () دولار.

### ترشيحات وجوائز
| السنة | الحدث  | الفئة             | النتيجة  |
| ----- | ------ | ----------------- | -------- |
|       | أوسكار | أفضل سيناريو أصلي | فـــــوز |

## وصلات خارجية
- مقالات تستعمل روابط فنية بلا صلة مع ويكي بيانات